# Capella de Granjinha
La capella de Granjinha és una església de Portugal situada al llogaret de Granjinha, freguesia de la Vall d'Anta, al municipi de Chaves, districte de Vila Real.
És l'església més antiga de la zona de Chaves. És una capella petita i senzilla, construïda en granit. D'estil romànic, en destaca el perfil simple i sobri, així com la porta del temple, a la façana principal.

## Història

### Antecedents
A la rodalia del llogaret alguns vestigis indiquen l'existència d'una vil·la romana a l'eix de la via romana que connectava Bracara Augusta i Aquae Flaviae. S'hi trobaren artefactes arqueològics, bases i fusts de columnes, parts de mosaics, inscripcions, peces de bronze, una estàtua de marbre i ceràmica. En estudis arqueològics realitzats a la capella aparegueren restes de paviments en opus signinum, un mur romà de bon aparell i dos nivells d'una necròpoli medieval.

### La capella de Granjinha
L'ocupació d'aquest indret continuà durant l'alta edat mitjana, els segles obscurs de la conquista cristiana: la construcció de la capella es feu en un moment posterior, als inicis del segle XIII, segon alguns autors, o a finals del mateix segle, a parer d'altres.

## Característiques
És un capella romànica, de planta rectangular, amb la capçalera i la nau d'igual llargària, per dins diferenciades per l'arc triomfal i la menor amplària de la capçalera.

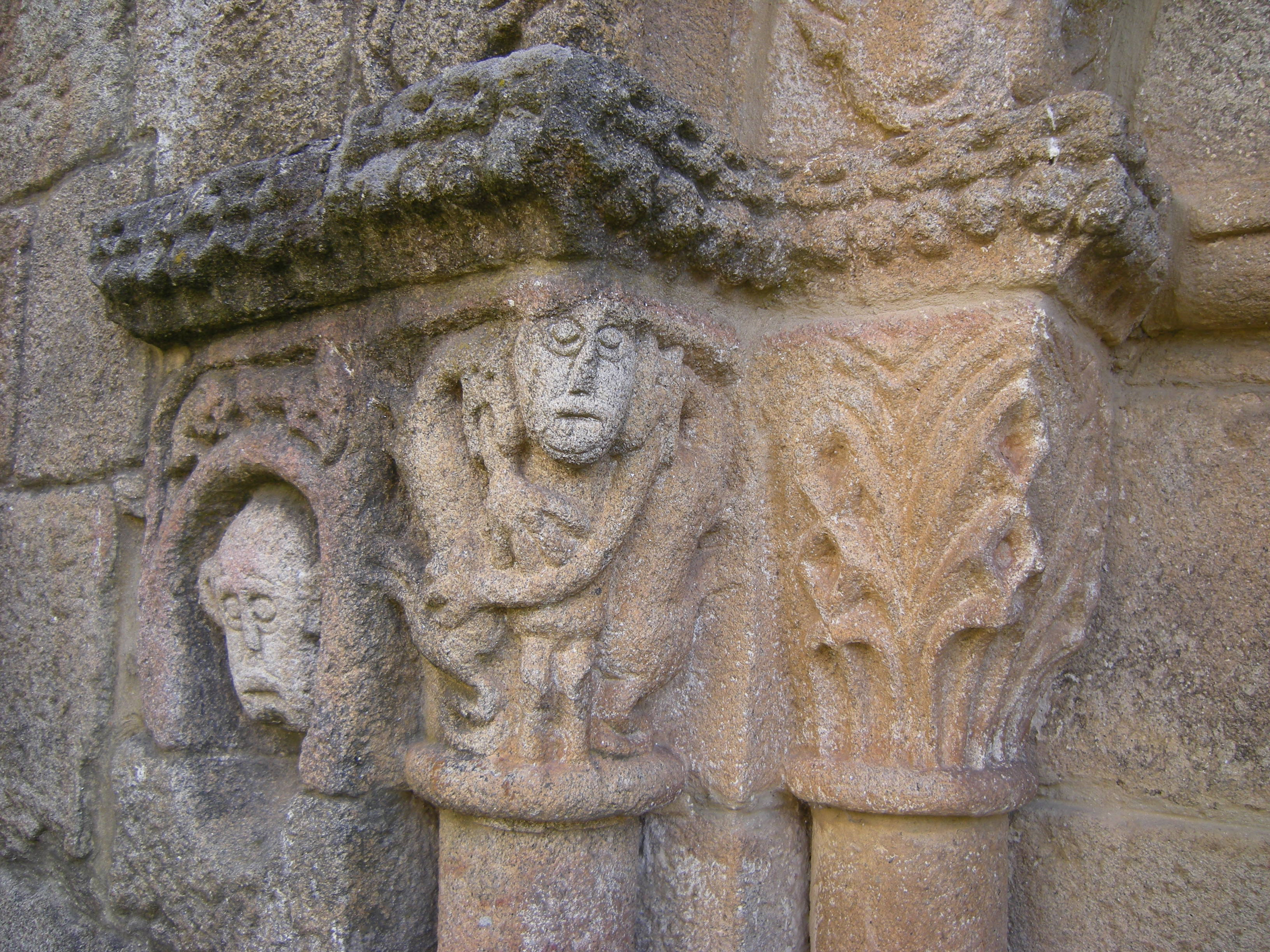
Capitells al nord i fornícula amb bust humà
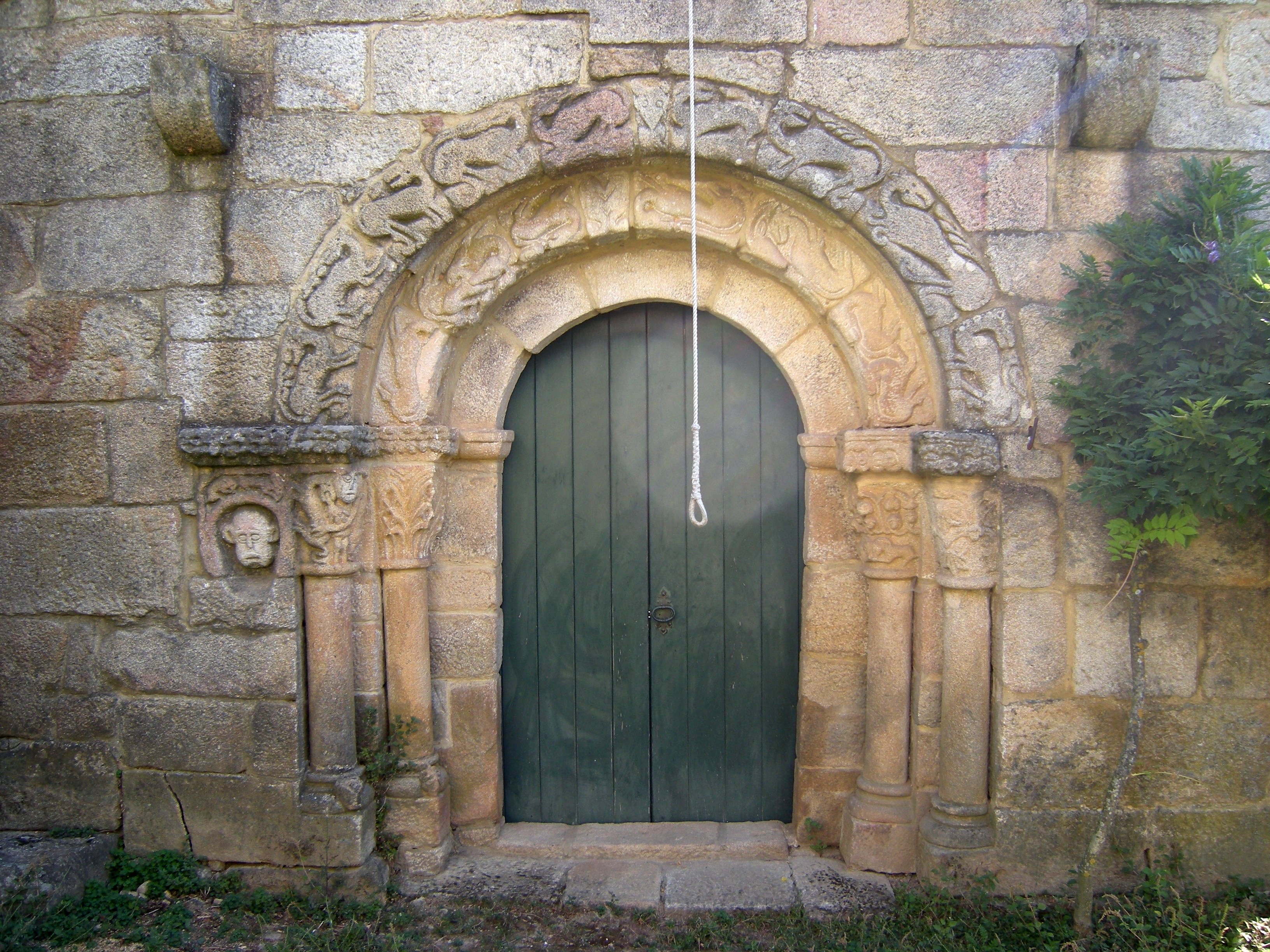
Portal amb dues arquivoltas i animals
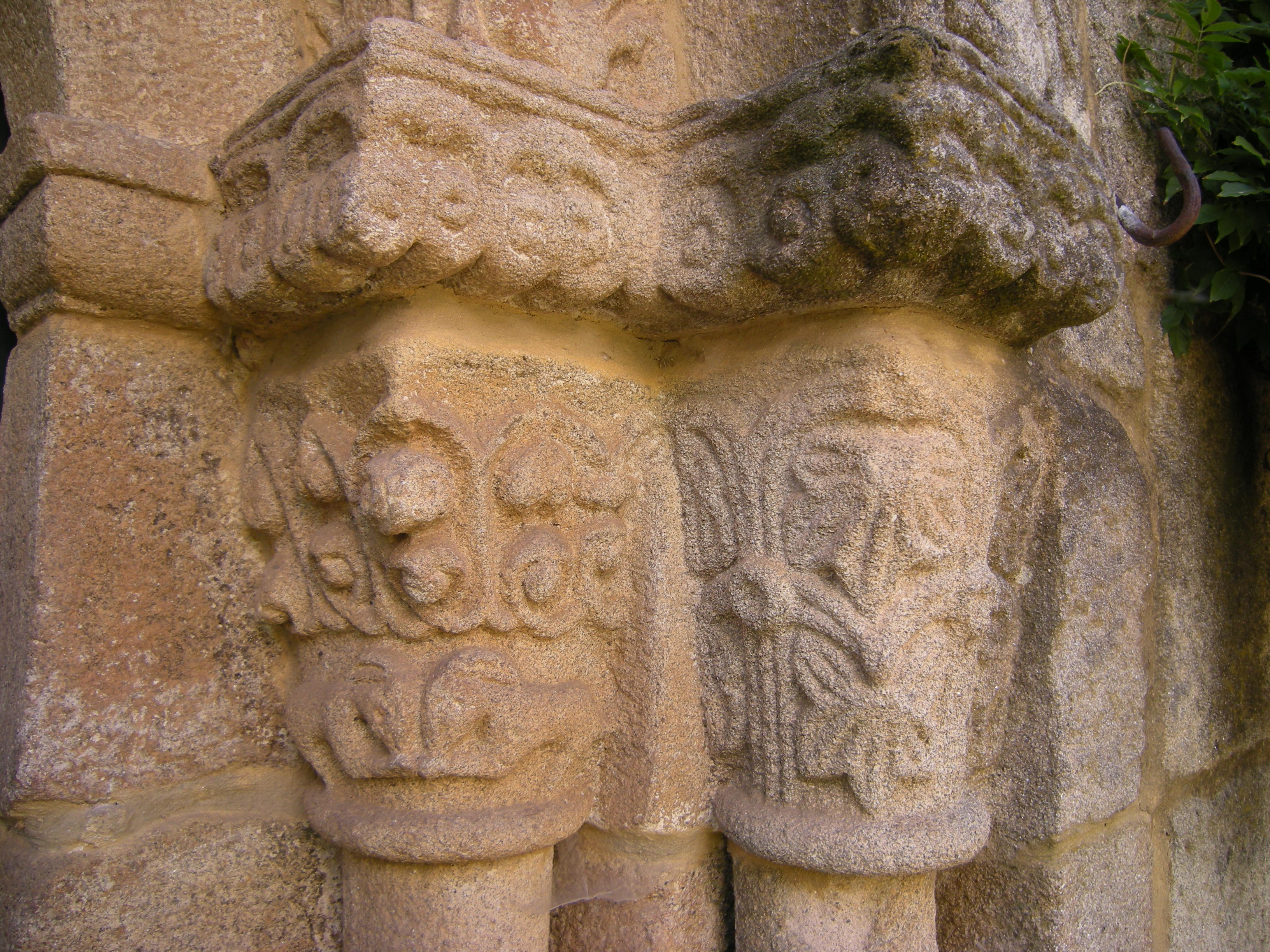
Capitells al sud, amb figures antropomòrfiques i motius vegetals
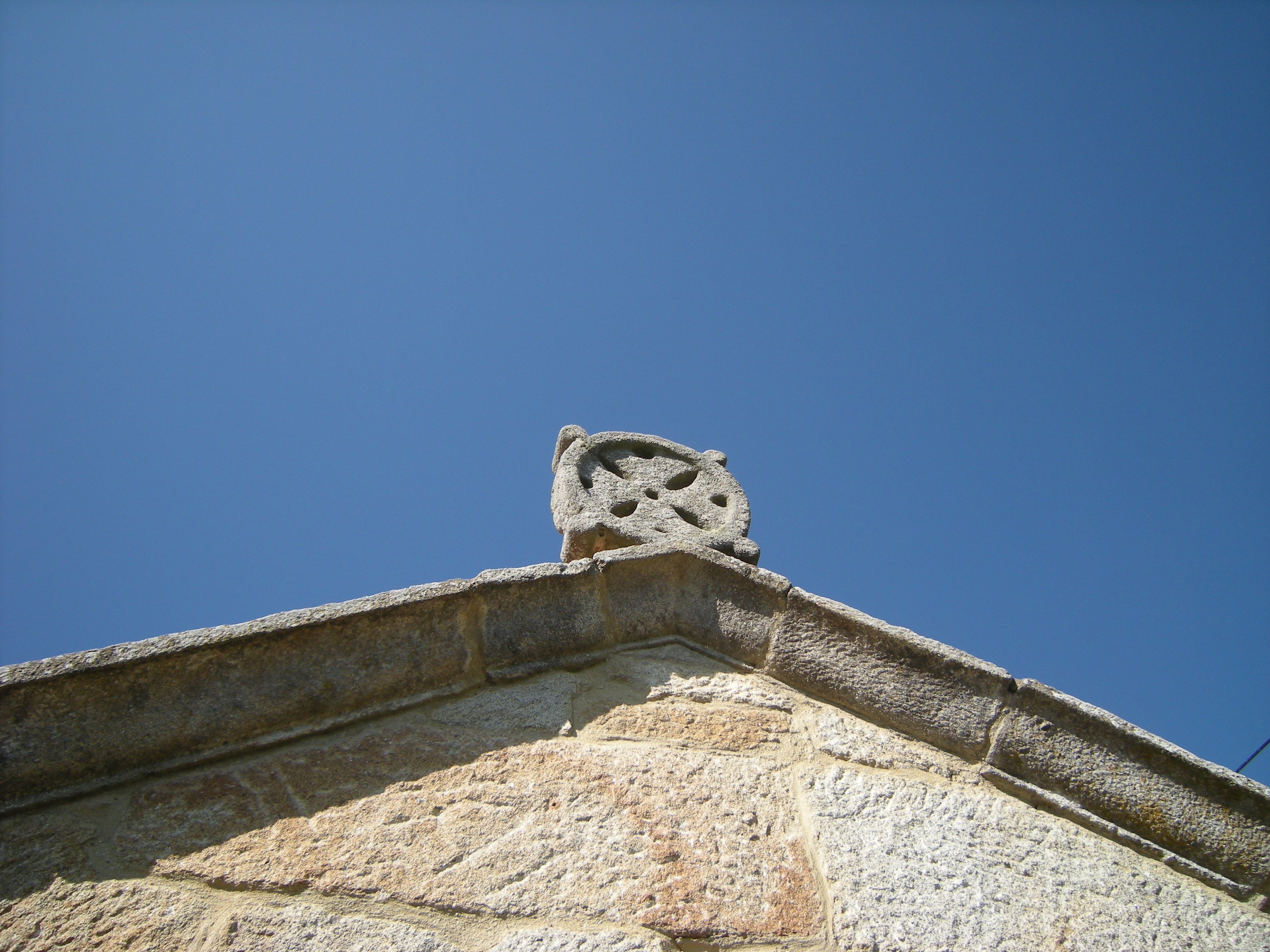
Creu a la capçalera